# Androsace maxima
Espèce
Classification APG III (2009)
Androsace maxima, la grande androsace ou androsace des champs, est une espèce de plantes à fleurs appartenant à la famille des Primulaceae.
C'est une plante herbacée. Elle est catégorisée comme plante messicole.

## Statut de protection
En France, l'espèce figure sue la liste rouge des plantes d'Île-de-France.
En Suisse, elle est également sur la liste rouge des plantes.